# Shehab Kankoune
Shehab Kankoune (28 de abril de 1981) é um futebolista profissional kuwaitiano que atua como goleiro.

## Carreira
Shehab Kankoune representou a Seleção Kuwaitiana de Futebol, nas Olimpíadas de 2000. 